# La formula di Taddeo
La formula di Taddeo  (Hare Remover) è un film del 1946 diretto da Frank Tashlin. È un cortometraggio d'animazione della serie Merrie Melodies, uscito negli Stati Uniti il 23 marzo 1946. Fu l'ultimo corto diretto da Tashlin (che non fu accreditato) prima di lasciare la Warner Bros. per dirigere film in live action; la sua unità di animazione fu assegnata a Robert McKimson. È stato distribuito in DVD con il titolo La formula di Elmer.

## Trama
Lo scienziato pazzo Taddeo sta tentando di creare una pozione simile a quella di Dr. Jekyll e Mr. Hyde, ma i suoi esperimenti falliscono sempre, facendo sì che uno dei suoi animali da laboratorio, un cane, fugga e si metta a mangiare erba. Decide quindi di catturare Bugs Bunny per farne la sua prossima cavia, ma dopo alcuni effetti collaterali iniziali, la pozione non ha effetto. Taddeo ha una crisi di pianto finché Bugs non gli fa bere la pozione, provocandogli gli stessi effetti collaterali che avevano sperimentato gli altri animali.
Quando un orso entra nel laboratorio dalla foresta vicina, sia Bugs che Taddeo scambiano l'orso per l'altro, finché Taddeo non si arrabbia con l'orso (pensando ancora che sia Bugs) dopo che esso rifiuta la pozione che dovrebbe curarlo. Taddeo scopre che l'orso non è Bugs quando vede il coniglio alla finestra, e l'orso infuriato lo insegue. Taddeo, su suggerimento di Bugs, si finge morto per ingannare l'orso, e viene salvato dal suo cattivo odore. Taddeo pensa di essere al sicuro finché non sente di nuovo dei ringhi, e si finge di nuovo morto; ma si tratta di Bugs, che si mette a saltellare su Taddeo e a morderlo. Nel frattempo, l'orso li osserva dal lato della stanza, convinto che siano entrambi pazzi.

## Distribuzione

### Edizione italiana
L'edizione italiana del film fu trasmessa direttamente in televisione nel 1996; il doppiaggio fu eseguito dalla Angriservices Edizioni e diretto da Renzo Stacchi su dialoghi di Manuela Marianetti. Non essendo stata registrata una colonna internazionale, fu sostituita la musica presente durante i dialoghi.

### Edizioni home video

#### VHS
America del Nord
- Bugs vs. Elmer (1990)
- Here Comes Bugs (1991)

#### Laserdisc
- The Golden Age of Looney Tunes Vol. 2 (1º luglio 1992)

#### DVD
Il corto fu pubblicato in DVD-Video in America del Nord nel primo disco della raccolta Looney Tunes Golden Collection: Volume 3 (intitolato Bugs Bunny Classics) distribuita il 25 ottobre 2005. In Italia fu invece inserito nel DVD Bugs Bunny: Volume 3 della collana Looney Tunes Collection, uscito il 18 maggio 2006.